# Djalmabatista ivanyae
Djalmabatista ivanyae är en tvåvingeart som beskrevs av Ernst Josef Fittkau 1968. Djalmabatista ivanyae ingår i släktet Djalmabatista och familjen fjädermyggor. Inga underarter finns listade i Catalogue of Life.